# Franco Fagúndez
Franco Misael Fagúndez Rosa (ur. 19 lipca 2000 w Montevideo) – urugwajski piłkarz występujący na pozycji cofniętego napastnika, od 2024 roku zawodnik meksykańskiego Santosu Laguna.